# Vajta
Vajta (eigentlich Seid Memić, * 8. März 1950 in Travnik, Jugoslawien) ist ein in Deutschland lebender Musiker jugoslawischer Herkunft, der 1981 für Jugoslawien beim Eurovision Song Contest teilnahm. 

## Leben
Er arbeitete zunächst als Schneider in der Fabrik Borac in Travnik und sang nach Feierabend in einer Band namens „Veseli akordi“ („Fröhliche Akkorde“), die im kleinen Rahmen auftrat und Lieder von unter anderem The Troggs, The Monkees und The Spencer Davis Group nachspielte. Er wanderte nach Österreich aus, wo zwei seiner Onkel bereits lebten, und machte eine Ausbildung als Gießer beim Armaturenhersteller Schmiedl in Hall in Tirol. Nach seiner Rückkehr nach Travnik stellte er gemeinsam mit einem Freund Modeschmuck her.
1975 ging er nach Sarajevo und wurde, als Nachfolger von Fadil Toskić († 2006), Sänger der 1974 gegründeten Band Teška industrija („Schwerindustrie“). Zwar blieb er nur bis 1976 Mitglied dieser Band, diese hatte jedoch mit ihm sowie mit seinem Nachfolger Goran Kovačević, der 1976 bis 1978 Sänger der Band war, ihre größten Erfolge.
Vajta startete eine Solokarriere und war jugoslawischer Teilnehmer beim Eurovision Song Contest 1981; mit dem von Ranko Boban komponierten Lied Leila erreichte er nur den 15. Platz. Neben der serbokroatischen Originalversion wurde auch eine Plattenaufnahme mit englischsprachigem Text produziert. Vajta nahm auch 1982, 1983 und 1987 an den jugoslawischen Vorentscheiden zum Eurovision Song Contest teil, ohne jedoch nochmals zu gewinnen.
In den 1980er Jahren trat Vajta als Schauspieler in Fernsehsendungen für Kinder auf. Seit 1994 lebt er in Hamburg. In den letzten Jahren trat er in den Nachfolgestaaten Jugoslawiens sowie in Dänemark auf. Beim Internationalen Festival auf Korčula gewann er 2001 mit dem Lied Vratit ću se plavom nebu Juga mog den ersten Publikumspreis sowie 2002 mit Ako me zaborave den ersten Preis der Jury. Nach eigenen Angaben hat er insgesamt rund 150 Lieder aufgenommen und vier Millionen Tonträger verkauft. 2007 beteiligte er sich an Revival-Auftritten und einer CD-Aufnahme von Teška industrija.

## Trivia
Der Spitzname bzw. Künstlername Vajta geht auf die Figur des „Captain Quincy Wyatt“ zurück, den Gary Cooper in dem Film Distant Drums (1951, deutscher Verleihtitel: Die Teufelsbrigade, jugoslawischer Verleihtitel: Doživljaji kapetana Vajta, wörtlich übersetzt: „Die Erlebnisse des Captain Wyatt“) spielte.